# شادترین فصل
شادترین فصل (به انگلیسی: Happiest Season (Film)) یک فیلم کمدی، درام، رمانتیک آمریکایی محصول سال ۲۰۲۰ به کارگردانی کلیا دووال، از فیلمنامه ای است که توسط کلیا دووال و مری هلند نوشته شده‌است. این فیلم با بازیگرانی متشکل از کریستن استوارت، مکنزی دیویس، آلیسون بری، اوبری پلازا، دان لوی، مری هالند، ویکتور گاربر و مری استینبرگن، داستان زنی را روایت می‌کند که در تلاش است تادر طول کریسمس در کنار دوست دخترش به دیدن والدین محافظه کارش برود و از آنها دیدن کند.
کلیا دووال گفته‌است که این فیلم یک برداشت نیمه اتوبیوگرافی از تجربیات خودش با خانواده اش است. این فیلم که توسط ترایستار پیکچرز تهیه شده‌است، در ایالات متحده در ۲۵ نوامبر ۲۰۲۰،منتشر شد.

## داستان
این فیلم داستان دو دوست به نام اَبی و هارپر را روایت می‌کند؛ که گی هستند و قصد ازدواج دارند. نزدیک کریسمس هارپر از ابی که یتیم است، دعوت میکندبرای کریسمس به منزل پدر هارپر که در کارزار انتخابی برای شهردار شدن است، بروند. ابی این دعوت را فرصتی برای دادن درخواست ازدواج در حضور خانواده هارپر می‌بیند و با خرید حلقه ازدواج، دعوت را قبول می‌کند ولی به زودی متوجه می‌شود خانواده هارپر بسیار رسمی بوده و هارپر از او درخواست می‌کند که این موضوع را اصلاً مطرح نکند...